# Kanton Lezoux
Lezoux is een kanton van het Franse departement Puy-de-Dôme. Het kanton maakt deel uit van het arrondissement Thiers.

## Gemeenten
Het kanton Lezoux omvatte tot 2014 de volgende gemeenten:
- Bulhon
- Charnat
- Crevant-Laveine
- Culhat
- Lempty
- Lezoux (hoofdplaats)
- Néronde-sur-Dore
- Orléat
- Peschadoires
- Saint-Jean-d'Heurs
- Seychalles
- Vinzelles

Na de herindeling van de kantons bij decreet van 21 februari 2014, met uitwerking op 22 maart 2015, omvat het volgende 14 gemeenten: 
- Bort-l'Étang
- Bulhon
- Crevant-Laveine
- Culhat
- Joze
- Lempty
- Lezoux
- Moissat
- Orléat
- Peschadoires
- Ravel
- Saint-Jean-d'Heurs
- Seychalles
- Vinzelles